# Ettore Guizzardi
Ettore Guizzardi (Budrio, 1881 – Budrio, 23 novembre 1963) è stato un pilota automobilistico italiano celebre per la sua partecipazione al raid Pechino-Parigi del 1907, a bordo della vettura Itala 35/45 HP del principe Scipione Borghese, in qualità di autista e meccanico.

## Biografia
Ettore Guizzardi fin da bambino era appassionato di meccanica. Spesso accompagnava il padre Enrico - macchinista delle allora nascenti ferrovie - nei suoi viaggi in locomotiva, quando il proprio lavoro di apprendista fabbro glielo concedeva. Un brutto giorno del 1897 il treno condotto dal padre ebbe un incidente e deragliò nei pressi della villa dei principi Borghese ad Albano Laziale. Contadini e servitori accorsero, ma per Enrico non ci fu nulla da fare, mentre trovarono il giovane Ettore stordito dal colpo e dalle ferite e lo curarono. Rimessosi in buona salute, venne assunto come autista, occupandosi di un'automobile da sei cavalli e in seguito come responsabile dell'intero parco auto della famiglia.
Avendone notato la bravura e la passione per il moto e la meccanica, il principe Scipione Borghese lo inviò presso la FIAT, perché Ettore potesse studiare da vicino i motori a scoppio, e successivamente alle officine Ansaldo di Genova per completare la sua formazione. Essendo ormai il suo chauffeur di fiducia, il principe gli offrì di accompagnarlo nel celebre raid Pechino-Parigi del 1907, al quale si era iscritto con una vettura Itala 35/45HP. L'equipaggio si completava col noto giornalista Luigi Barzini, inviato speciale per il Corriere della Sera e per il quotidiano inglese Daily Telegraph.
Dopo innumerevoli peripezie - superate molte volte proprio grazie alla perizia e all'abilità di Ettore Guizzardi al volante dell'Itala - il team italiano trionfò sul traguardo di Parigi il 10 agosto 1907, esattamente due mesi dopo la partenza da Pechino e con venti giorni di vantaggio sui secondi. Infatti, l'equipaggio di Charles Godard sulla sua Spyker arrivò a Parigi solo il 30 agosto, mentre le altre due vetture francesi De Dion-Bouton accumularono un tale ritardo che neppure se ne ricorda l'arrivo. L'eccezionalità dell'impresa portò l'equipaggio italiano e il suo bravo pilota e meccanico agli onori delle cronache di allora, riprese in occasione delle celebrazioni per il centenario dell'evento nel 2007.
Successivamente Ettore Guizzardi, per mettere al servizio della patria le proprie doti, si arruolò volontario in qualità di autiere nella prima guerra mondiale, mentre nella seconda arrivò al grado di capitano. Morì a ottantadue anni, il 23 novembre 1963.

### Il raid Pechino-Parigi

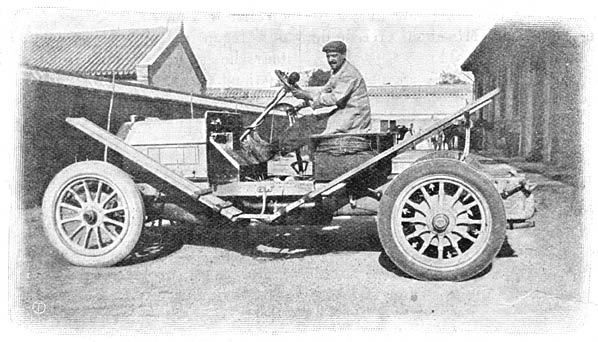
Ettore Guizzardi al volante dell'Itala prima della partenza da Pechino.

Nel 1907 il giornale francese Le Matin indisse la gara automobilistica Pechino-Parigi con lo scopo di dimostrare la validità dell'automobile quale mezzo di spostamento anche per le grandi distanze, capace di fare concorrenza a treno e transatlantico. Unico partecipante italiano fu il principe Scipione Borghese, il quale si iscrisse con una vettura Itala 35/45HP condotta dal fido Ettore Guizzardi, suo autista di fiducia. Il Corriere della Sera concordò col principe che Luigi Barzini, all'epoca già noto inviato di guerra, si unisse all'equipaggio per testimoniare gli avvenimenti coi suoi reportage.
La partenza venne fissata per il 10 giugno alle ore 8. Dei numerosi iscritti solo cinque vetture si presentarono effettivamente a Pechino per prendere parte all'evento e fin dal primo giorno l'equipaggio italiano si distinse per la superiorità tecnica e organizzativa. La preparazione del principe Borghese era stata meticolosissima e alcune sue intuizioni – ad esempio sostituire i parafanghi della vettura con assi da utilizzare come rampe in caso di fango e ostacoli, o montare, a differenza delle auto di quell'epoca, pneumatici anteriori e posteriori delle medesime dimensioni, così da renderli intercambiabili e quindi ridurre le scorte – insieme alla puntuale distribuzione di rifornimenti lungo il percorso, fecero la differenza.
L'Itala attraversò regioni aspre e sperdute di Cina, Mongolia, Siberia e Russia, dove ancora le popolazioni locali non avevano visto un'automobile prima di allora, superando insabbiamenti e guadi, rotture e uscite di strada. Spesso si rese necessaria la perizia di Ettore Guizzardi e la manodopera dei contadini del luogo che guardavano incuriositi i tre italiani e il loro singolare veicolo, del quale cercavano dove si nascondesse il cavallo. Luigi Barzini riuscì a inviare i propri pezzi quando trovava una stazione telegrafica e gli articoli così pubblicati sui quotidiani Corriere della Sera e Daily Telegraph creavano grande attesa nel pubblico dei lettori europei, ansioso di apprendere come i concorrenti procedevano e soprattutto come riuscivano a risolvere i loro quotidiani problemi, dando quindi grande notorietà all'evento.
L'arrivo a Parigi fu un vero trionfo. Al rientro in Italia, Barzini scrisse il celebre racconto La metà del mondo vista da un'automobile. Da Pechino a Parigi in sessanta giorni, pubblicato nel 1908 contemporaneamente in undici lingue dall'editore Ulrico Hoepli, nel quale emerge come il meccanico Guizzardi fosse stato l'elemento più importante all'interno del team italiano, in quanto senza le sue approfondite competenze tecniche e la sua grande capacità d'improvvisazione davanti alle svariate rotture meccaniche, l'Itala verosimilmente non sarebbe mai arrivata al traguardo.
Se il principe Borghese ebbe il merito di aver aderito con entusiasmo e finanziato l'iniziativa e averne curato con meticolosa caparbietà i dettagli operativi e logistici e se Barzini contribuì enormemente a determinarne il successo mediatico, durante il viaggio tramite i suoi report e successivamente col celebre racconto, l'apporto di tecnica, energia, tenacia e iniziativa di Ettore Guizzardi venne riconosciuto con ammirazione e gratitudine dai suoi compagni di viaggio come un elemento determinante per la riuscita di questa storica impresa.